# Палау на Светском првенству у атлетици на отвореном 2022.
Палау је учествовао на 18. Светском првенству у атлетици на отвореном 2022. одржаном у Јуџину  од 15. до 25. јула тринаести пут. Репрезентацију Палауа представљао је један атлетичар који се такмичио у трци на 100 метара ,.
На овом првенству такмичар Палау није освојио ниједну медаљу али је оборио лични рекорд.

## Учесници
Мушкарци:
- Игнацио Блалук — 100 м

## Резултати

### Мушкарци
| Атлетичар      | Дисциплина | Лични рекорд | Предтакмичење | Предтакмичење | Квалификације        | Квалификације        | Полуфинале           | Полуфинале           | Финале               | Финале       | Детаљи |
| Атлетичар      | Дисциплина | Лични рекорд | Резултат      | Место         | Резултат             | Место                | Резултат             | Место                | Резултат             | Место        | Детаљи |
| -------------- | ---------- | ------------ | ------------- | ------------- | -------------------- | -------------------- | -------------------- | -------------------- | -------------------- | ------------ | ------ |
| Игнацио Блалук | 100 м      | 12,02        | 11,66 ЛР      | 5. у гр 2     | Није се квалификовао | Није се квалификовао | Није се квалификовао | Није се квалификовао | Није се квалификовао | 22 / 67 (71) |        |